# Porsche 911 Carrera RSR
La Porsche 911 Carrera RSR è una vettura da competizione prodotta dalla casa automobilistica tedesca Porsche a inizio degli anni settanta (1973-1974) e derivata dalla Porsche 911 stradale.

## Profilo e contesto

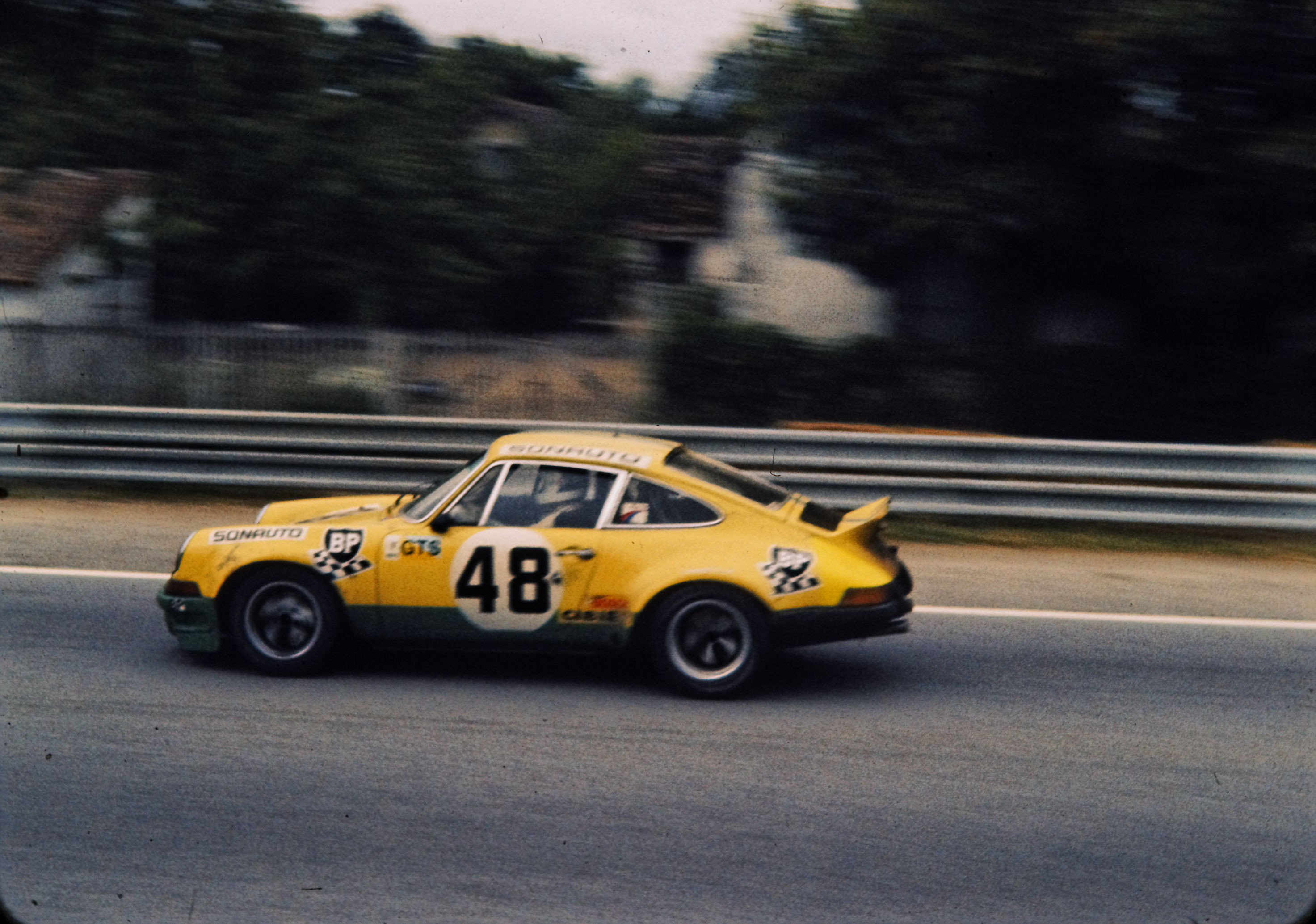
Carrera RSR 2.8 alla 24 Ore di Le Mans 1973

La vettura era allestita e preparata per gareggiare nelle competizioni riservate alla vetture omologate del Gruppo 4 e successivamente anche Gruppo 5 (quest'ultima dotata di motore da 2,1 litri turbo).
Fu sviluppata a partire dalla precedente Porsche 911 Carrera RS con lo scopo di gareggiare nel Mondiale Marche, nel quale con il team ufficiale Porsche prese parte ai campionati 1973 e 1974. 

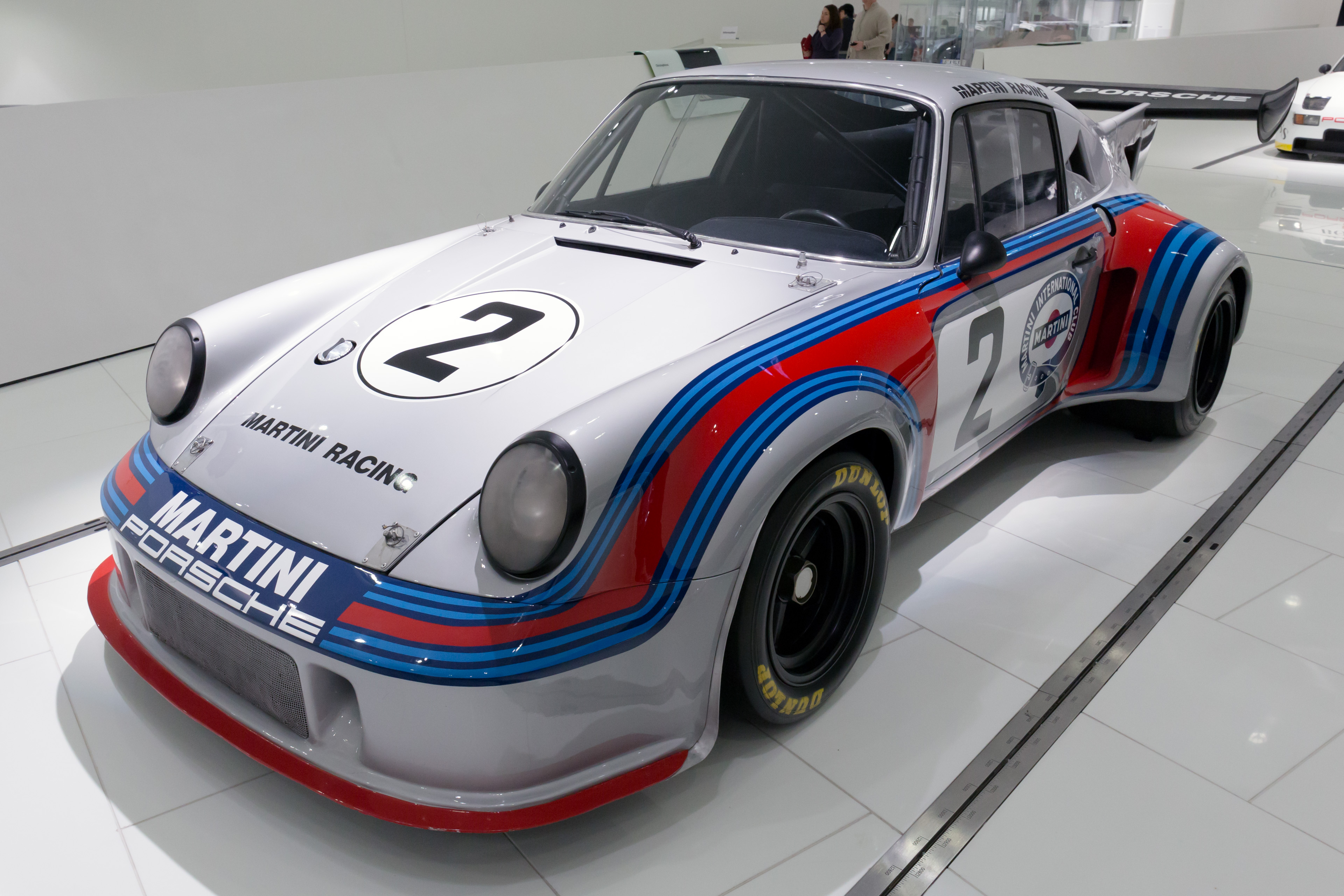
911 Carrera RSR Turbo 2.1 al Porsche Museum

Annunciata nell'autunno 1972 al salone di Parigi, la vettura debuttò a Daytona nel 1973 con Hurley Haywood e Peter Gregg.
La vettura fu utilizzata anche da svariati team privati dal 1973 al 1981 nel campionato mondiale marche, dal 1973 al 1976 nel campionato europeo GT e dal 1973 al 1979 nella 1ª divisione del Deutsche Rennsport Meisterschaft. In Nord America l'auto gareggiò dal 1973 al 1985 nel IMSA GT.

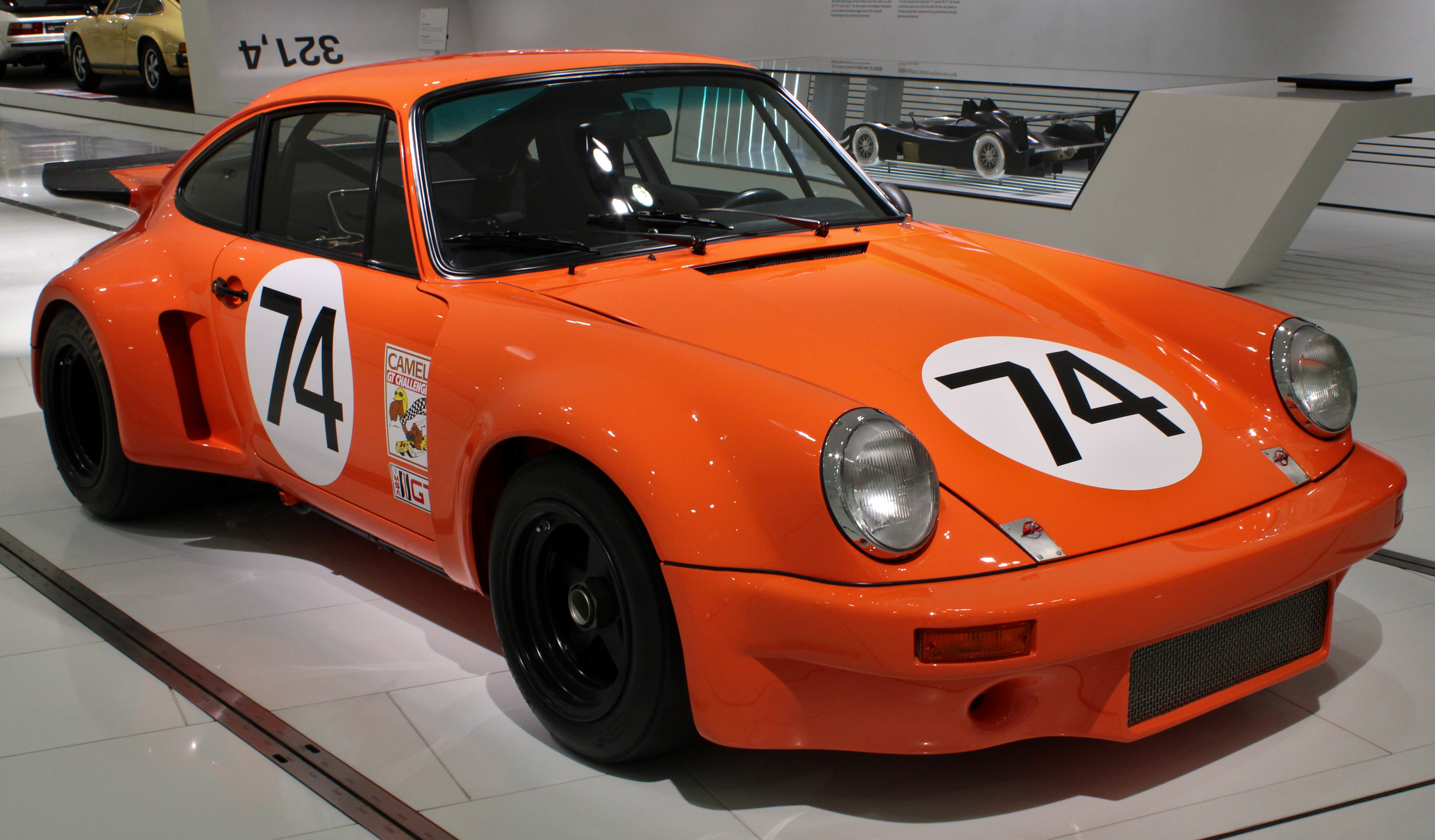
Carrera RSR 3.0 del 1974

Nel 1973 e nel 1974, Porsche con la Carrera RSR conquistò il terzo posto assoluto nel campionato mondiale costruttori e vinse la classifica di categoria riservata alle vetture GT.
La prima versione della 911 Carrera RSR, che esordì nel 1973, montava un motore 6 cilindri boxer con una cilindrata di 2,8 litri (2806 cm³), che derivava dalla vecchia Porsche 911 Carrera RS 2,7. Erogava 308 CV a 8000 giri/min.
L'anno successivo venne sottoposta ad un importante aggiornamento che vide l'introduzione di un nuovo motore più piccolo e della sovralimentazione mediante turbocompressore da 480 CV, chiamata Carrera RSR Turbo 2.1. Nello stesso anno arrivò anche una versione da 3.0 litri aspirata, che fu l'ultima evoluzione del modello.
Il veicolo, in particolare la Carrera RSR Turbo 2.1, venne impiegata come base per le successive Porsche 934 e Porsche 935 introdotte nel 1976.

## Palmarès
- Targa Florio 1973
  - con Herbert Müller e Gijs van Lennep[10][11][12]
- 12 Ore di Sebring 1973
  - con Dave Helmick, Peter Gregg e Hurley Haywood
- 24 Ore di Daytona 1977
  - con John Graves, Hurley Haywood e Dave Helmick

## Riepilogo versioni
La Porsche 911 Carrera RSR è stata prodotta dal 1973 al 1974 nelle seguenti versioni:
|                                  | RSR 2.8 (1973) | RSR 3.0 (1974) | RSR Turbo 2.1 (1974) |
| -------------------------------- | --- | --- | --- |
| Motore                           | Motore boxer a 6 cilindri aspirato                                                                                              | Motore boxer a 6 cilindri aspirato                                                                                              | Motore boxer a 6 cilindri con turbocompressore e intercooler                                                                    |
| Cilindrata                       | 2806 cc | 2993 cc | 2142 cc |
| Alesaggio × Corsa                | 92 × 70,4 | 95 × 70,4 | 83 × 66 |
| Potenza (giri/min)               | 220 kW (308 CV) a 8000 | 242 kW (330 CV) a 8000 | 367 kW (480 CV) a 7600 |
| Coppia (giri/min)                | 294 Nm a 6500 | 314 Nm a 6500 | 549 Nm a 5400 |
| Rapporto di compressione         | 10.3:1 | 10.3:1 | 6,5:1 |
| Distribuzione                    | singolo albero a camme in testa (SOHC) con catena                                                                               | singolo albero a camme in testa (SOHC) con catena                                                                               | singolo albero a camme in testa (SOHC) con catena                                                                               |
| Raffreddamento                   | raffreddamento ad aria forzata                                                                                                  | raffreddamento ad aria forzata                                                                                                  | raffreddamento ad aria forzata                                                                                                  |
| Trasmissione                     | Cambio a 5 marce, differenziale autobloccante, trazione posteriore                                                              | Cambio a 5 marce, differenziale autobloccante, trazione posteriore                                                              | Cambio a 5 marce, differenziale autobloccante, trazione posteriore                                                              |
| Freni                            | Freni a disco ventilati | Freni a disco ventilati | Freni a disco ventilati |
| Sospensioni anteriori            | a ruote indipendenti con gruppo molla-ammortizzatore e bracci trasversali                                                       | a ruote indipendenti con gruppo molla-ammortizzatore e bracci trasversali                                                       | a ruote indipendenti con gruppo molla-ammortizzatore e bracci trasversali                                                       |
| Sospensione posteriore           | indipendenti su bracci longitudinali                                                                                            | indipendenti su bracci longitudinali                                                                                            | indipendenti su bracci longitudinali                                                                                            |
| Sospensioni anteriori            | Molle a barra di torsione con molle elicoidali aggiuntive regolabili (in titanio per la 2.1 Turbo) e ammortizzatori telescopici | Molle a barra di torsione con molle elicoidali aggiuntive regolabili (in titanio per la 2.1 Turbo) e ammortizzatori telescopici | Molle a barra di torsione con molle elicoidali aggiuntive regolabili (in titanio per la 2.1 Turbo) e ammortizzatori telescopici |
| Sospensione posteriore           | Molle a barra di torsione con molle elicoidali aggiuntive regolabili (in titanio per la 2.1 Turbo) e ammortizzatori telescopici | Molle a barra di torsione con molle elicoidali aggiuntive regolabili (in titanio per la 2.1 Turbo) e ammortizzatori telescopici | Molle a barra di torsione con molle elicoidali aggiuntive regolabili (in titanio per la 2.1 Turbo) e ammortizzatori telescopici |
| Telaio                           | Monoscocca in acciaio con parti in plastica                                                                                     | Monoscocca in acciaio con parti in plastica                                                                                     | Monoscocca in acciaio con parti in plastica                                                                                     |
| Carreggiata anteriore/posteriore | 1472/1528 mm | 1472/1528 mm | 1472/1528 mm |
| Passo:                           | 2271 mm | 2271 mm | 2271 mm |
| Pneumatici                       | VA: ?/? × 15 su 9J × 15 HA: ?/? × 15 su 11J × 15                                                                                | VA: ?/? × 15 su 9J × 15 HA: ?/? × 15 su 11J × 15                                                                                | FA: 245/575 × 15 su 10,5J × 15 RA: 340/575 × 15 su 15J × 15                                                                     |
| Dimensioni (L × L × A)           | 4147×1752×1304 mm | 4147×1752×1304 mm | 4235×2000×1304 mm |
| Peso a vuoto                     | 850 kg | 850 kg | 750 kg |
| Velocità massima                 | 290 km/h | 290 km/h | 310 km/h |